# Konstantin Marinković
Konstantin Marinković (magyarosan: Marinkovics Konstantin, Újvidék, 1784. – Újvidék, 1844.) görögkeleti vallású lelkész és hittanár.

## Élete
Iskoláit szülőhelyén, majd Budán, Késmárkon és Karlócán végezte, ahol papnövendék lett. Miután teológiai tanulmányait bevégezte, 1830-ban szentelték fel és Újvidéken lett plébános. Szentszéki ülnök és gimnáziumi hittanár is volt.

## Művei
- Plač Rahili. Buda, 1808. (Rahel siralma, vagy a gyermekek megöletése Herodes által).
- Otkrovenie Amerike. Németből. Uo. 1809. (Amerika felfedezése.)
- Tolknovanije Svajašcenih evangelej. Ujvidék, 1839. (A szent evangelium magyarázata).